# Cocoa Beach
Cocoa Beach è una città della Contea di Brevard in Florida.

## Geografia fisica

### Territorio
Ha un'area di 12,70 km² di terraferma e 26,30 km² di acqua. Confina a nord con Cape Canaveral e a sud con Cresent Beach; a est si affaccia sull'Oceano Atlantico e a ovest sul fiume Banana River. 

## Società

### Evoluzione demografica
Al censimento del 2000 contava 12.482 abitanti. Secondo le stime dell'ufficio del censo statunitense, nel 2008 contava circa 11.920 abitanti. 

## Sport

### Surf
Vi è nato Kelly Slater, surfista statunitense campione del mondo di surf, per 11 volte.

## Cultura

### Nella cultura di massa
È stata più volte citata nel telefilm Strega per amore in quanto residenza dei protagonisti.